# Saint-Rémy (Deux-Sèvres)
Saint-Rémy és un municipi francès situat al departament de Deux-Sèvres i a la regió de la Nova Aquitània. L'any 2007 tenia 1.025 habitants.

## Demografia

### Població
El 2007 la població de fet de Saint-Rémy era de 1.025 persones. Hi havia 378 famílies de les quals 57 eren unipersonals (4 homes vivint sols i 53 dones vivint soles), 122 parelles sense fills, 183 parelles amb fills i 16 famílies monoparentals amb fills.
La població ha evolucionat segons el següent gràfic:
Habitants censats

### Habitatges
El 2007 hi havia 392 habitatges, 381 eren l'habitatge principal de la família, 1 era una segona residència i 10 estaven desocupats. 385 eren cases i 7 eren apartaments. Dels 381 habitatges principals, 288 estaven ocupats pels seus propietaris, 90 estaven llogats i ocupats pels llogaters i 3 estaven cedits a títol gratuït; 3 tenien dues cambres, 37 en tenien tres, 124 en tenien quatre i 217 en tenien cinc o més. 355 habitatges disposaven pel capbaix d'una plaça de pàrquing. A 98 habitatges hi havia un automòbil i a 271 n'hi havia dos o més.

### Piràmide de població
La piràmide de població per edats i sexe el 2009 era:
| Homes | Edats   | Dones |
| ----- | ------- | ----- |
| 0     | 95 o +  | 0     |
| 0     | 90 a 94 | 4     |
| 0     | 85 a 89 | 0     |
| 0     | 80 a 84 | 4     |
| 8     | 75 a 79 | 12    |
| 20    | 70 a 74 | 20    |
| 12    | 65 a 69 | 24    |
| 0     | 60 a 64 | 12    |
| 24    | 55 a 59 | 24    |
| 32    | 50 a 54 | 28    |
| 44    | 45 a 49 | 28    |
| 24    | 40 a 44 | 36    |
| 28    | 35 a 39 | 28    |
| 44    | 30 a 34 | 24    |
| 20    | 25 a 29 | 48    |
| 32    | 20 a 24 | 20    |
| 28    | 15 a 19 | 28    |
| 20    | 10 a 14 | 24    |
| 16    | 5 a 9   | 4     |
| 28    | 0 a 4   | 32    |

## Economia
El 2007 la població en edat de treballar era de 688 persones, 572 eren actives i 116 eren inactives. De les 572 persones actives 547 estaven ocupades (271 homes i 276 dones) i 24 estaven aturades (8 homes i 16 dones). De les 116 persones inactives 50 estaven jubilades, 52 estaven estudiant i 14 estaven classificades com a «altres inactius».

### Ingressos
El 2009 a Saint-Rémy hi havia 402 unitats fiscals que integraven 1.094,5 persones, la mediana anual d'ingressos fiscals per persona era de 20.872 €.

### Activitats econòmiques
Dels 23 establiments que hi havia el 2007, 1 era d'una empresa de fabricació d'altres productes industrials, 7 d'empreses de construcció, 3 d'empreses de comerç i reparació d'automòbils, 3 d'empreses d'hostatgeria i restauració, 1 d'una empresa financera, 2 d'empreses immobiliàries, 2 d'empreses de serveis, 2 d'entitats de l'administració pública i 2 d'empreses classificades com a «altres activitats de serveis».
Dels 10 establiments de servei als particulars que hi havia el 2009, 1 era un paleta, 2 guixaires pintors, 2 fusteries, 1 lampisteria, 1 electricista, 1 perruqueria, 1 restaurant i 1 agència immobiliària.
L'any 2000 a Saint-Rémy hi havia 13 explotacions agrícoles que ocupaven un total de 966 hectàrees.

## Equipaments sanitaris i escolars
El 2009 hi havia una escola elemental.

## Poblacions més properes
El següent diagrama mostra les poblacions més properes.